# David Michael Jacobs
 (mars 2024).
Si vous disposez d'ouvrages ou d'articles de référence ou si vous connaissez des sites web de qualité traitant du thème abordé ici, merci de compléter l'article en donnant les références utiles à sa vérifiabilité et en les liant à la section « Notes et références ».
 (mars 2024).
Pour les articles homonymes, voir David Jacobs.
David Michael Jacobs (né en 1942) est un historien américain, professeur associé retraité de  l'université Temple, spécialiste de l’ufologie et plus particulièrement du phénomène des abductions. Sa méthode de recherche utilise abondamment la technique dite de régression hypnotique. Jacobs dit en avoir menées environ 900, sur 140 abductés, durant sa carrière. 

## Travaux universitaires
David Jacobs a commencé sa carrière de chercheur au département d’histoire de l’université du Wisconsin. Il s’intéresse aux observations d’ovnis et soutient sa thèse intitulée La controverse des Ovnis en Amérique, publiée en 1975. Il devient enquêteur de terrain au profit de l’APRO. Il est rapidement convaincu que les témoins d’ovnis ne sont pas victimes de méprises mais voient d’authentiques objets. En 1976, il interroge la fameuse abductée Betty Hill et découvre un aspect pour le moins déroutant du phénomène ovni : l’expérimentation génétique. En 1982, il rencontre Budd Hopkins, qui avait découvert d'autres aspects du phénomène ovnis, comme le « temps manquant » et la « mémoire-écran ». Alors que Hynek pensait que les abductions sortent du champ scientifique, pour Jacobs, au contraire, elles fournissent probablement une clef fondamentale en ufologie. Il s’engage alors, en 1986, dans une longue série de 300 enquêtes, où il place, chaque fois, le témoin sous régression hypnotique. Il en ressort que les récits d’abductions suivent presque toujours le même schéma : abductions, examens médicaux, extractions d'ovules et de sperme humains, procédures de reproduction, contacts avec d’étranges bébés ou enfants, scan mental, etc. Il rejoint l’opinion d’Hopkins qu’il s’agit là d’une sorte de plan d’élevage d’hybrides humains/aliens (Secret life, publié en 1992). Continuant ses enquêtes sous régression hypnotique, Jacobs aborde le problème du sens global des élevages d’hybrides. Sa conclusion, qu’il publie en 2015 sous le titre Walking among us, est que certains hybrides d’apparence très humaine, les « hubrides », auront pour charge de soumettre, en douceur, l’humanité tout entière. Selon Jacobs ce plan serait déjà très engagé au travers d'une infiltration des institutions humaines par les hubrides.

## Livres
Livres en anglais
- The Ufo Controversy in America, David M. Jacobs, Indiana University Press, 1975  (ISBN 0253190061).

- Secret Life: Firsthand Accounts of Ufo Abductions, David M. Jacobs, Simon & Schuster, 1992  (ISBN 0671748572 et 978-0671748579).

- The Threat: Revealing the Secret Alien Agenda, Jacobs, David M., Simon & Schuster, New York, 1998  (ISBN 978-0684848136).

- UFOs & Abductions: Challenging the Borders of Knowledge, David M. Jacobs, University Press of Kansas, 2000  (ISBN 978-0700610327).

- Walking among us : the alien plan to control humanity, Disinformation Books, 2015  (ISBN 1938875141).

Traductions françaises
- Jimmy Guieu Présente Les Kidnappeurs D'un Autre Monde - 60 Survivants Témoignent, David M. Jacobs, Presses de la Cité, 1995  (ISBN 978-2258038721).

- Ils marchent parmi nous, le plan extraterrestre pour contrôler l’humanité, David M. Jacobs, Les Editions Atlantes, 2017, traduction de Walking among us par J. Librero  (ISBN 978-2362770395).